# Liste des cardinaux créés par Clément VIII (antipape)
L'antipape Clément VIII (1423-1429) a créé 2 pseudo-cardinaux dans 1 consistoire.

## 26 juillet1429
- Francisco Rovira y Escuder, secrétaire de l'antipape Benoît et agent confidentiel du roi Alphonse V d'Aragon
- Gil Sánchez Muñoz, el joven, neveu de l'antipape Clément VIII